# Кун, Кэролайн
Кэролайн Кун (англ. Caroline Coon, р. 1945, Лондон, Англия) — британская журналистка, фотограф, дизайнер, художница, автор книг, включая «The New Wave Punk Rock Explosion» (1988) и многочисленных выставок. Работы Кун (имеющие в основном ярко выраженный бисексуальный, феминистский подтекст) выставлялись в известных галереях, включая Saatchi и Tate.

## Биография
Кэролайн Кун получила образование в художественном колледже Central St Martins College of Art. Закончив его в 1968 году, она стала художницей-фигуративисткой (жанр считался в те годы «умершим»), используя «консервативные» средства: масло, кисть и холст.
В 1966 Кун позировала обнажённой перед фотографом Джорджем Х. Марксом. Позже она снялась в главной роли в его же фильме «Amour». Первая картина Кун («My Beautiful Cunt») была продана в 1967 году: её приобрёл Клайв Гудвин, муж художницы Полин Боти.
Картины Кун (согласно биографии на официальном сайте) — «горячие, крайне индивидуальные и несущие отпечаток влияний поп-арта, феминистского искусства и политики сексуального освобождения» — вызывают неоднозначную реакцию. Как отмечается в той же биографии, «общество, охотно принимающее женскую наготу в искусстве, с ужасом отнеслось к откровенному изображению мужской наготы в её картинах». Так, в 1995 году галерея Тейт запретила к показу полотно Кэролайн Кун «Mr Olympia», содержавшее откровенное изображение мужских гениталий.
В последние годы Кун выпустила серию городских пейзажей, посвященных лондонскому району Лэдброк-гроув (в частности, «The Brothel Series»).

### Общественная деятельность
Активистка андеграундного движения в Лондоне, Кун увлеклась философией хиппи и феминизма одновременно. Уже в 1967 году, будучи студенткой, она начала общественную деятельность, создав агентство Release, призванное оказывать юридическую поддержку молодым людям, арестованным за хранение наркотиков. Тогда же — с феминистских позиций — Кун начала выступать за легализацию проституции.
Позже К. Кун стала активисткой Cunst Art — феминистского арт-/перформанс-проекта, выпускающего «провокационные» памфлеты: «Вопросник на тему Женщина = шлюха» (англ. The Woman equals Whore Questionnaire), «Абортировать Папу Римского» (англ. Abort The Pope), «Ненавидеть религию — право и обязанность каждой женщины» (англ. It Is Women's Duty And Right To Hate Religion). В брошюре «Называть женщину 'шлюхой' значит — помогать насильникам уходить от наказания» (англ. Calling Women Whores Lets Rapists Go Free) К. Кун и юрист Эмбер Маркс отстаивали необходимость скорейшей легализации проституции. Кун продолжает активно участвовать в движениях за легализацию наркотиков (под лозунгом: «Не демонизируйте наркодилеров, — лицензируйте их!» — англ. Don't Demonise Dealers, Licence Them!)

#### Участие в панк-движении
В середине 1970 годов Кэролайн Кун стала активной участницей панк-движения, одной из первых в журналистском лагере поддержав новую сцену, в то время, в основном, яростно критиковавшуюся СМИ.  Кун оказалась в числе участников Панк-фестиваля в клубе 100 и была арестована вместе с Сидом Вишесом, которого пыталась защитить. «Нас поместили в соседние камеры и я слышала крики Сида, когда его избивали. За меня внес залог фонд Release, и я тут же отправилась в 100 Club продолжать репортаж», — рассказывала она.
Кун писала статьи и рецензии в Melody Maker и Sounds, занималась оформлением музыкальных релизов. Она создала постер «Global Revolution» для Give 'em Enough Rope (CBS 1978), второго альбома The Clash, оформила обложку первого сингла The Clash «White Riot» (CBS 1977), а также первого хит-сингла The Police «Roxanne» (A&M 1978), а позже — «Janie Jones»/«Strummerville» Babyshambles (B-Unique Records 2006).
Кун управляла делами Clash в 1978—1980 годах; под её руководством группа провела британский тур Sort It Out и американский Pearl Harbour Tour.
В 1992 году в издательстве Omnibus Press вышла книга «1988: the New Wave Punk Rock Explosion», своего рода «взгляд изнутри» на развитие панк-движения в его первые годы. Рецензент портала Punk 77 называет её возможно лучшей книгой о панк-роке.

### Личная жизнь
Кэролайн Кун, исповедуя феминистское отношение к сексу (предполагающее, что женщина имеет такое же право на промискуитет, что и мужчина), имела многочисленные связи с известными музыкантами. В достаточно длительных отношениях она была с Джо Страммером, фронтменом Clash. До этого Роберт Уайатт посвятил ей свою песню «O Caroline», а Боб Дилан — «She Belongs to Me» (последний факт многими оспаривался: имелась и другая претендентка на роль «лирической героини» — Джоан Баэз).
Иного рода трибьют оставили The Stranglers, включившие в свой дебютный альбом Rattus Norvegicus ставший скандально известным трек «London Lady». Под «лондонской леди» автор, Жан-Жак Бёрнел, разумел Кэролайн Кун, которая активно добивалась близости с участницаами группы, таким образом (как он полагал) надеясь и их присовокупить к своей обширной «коллекции побед». Во многих рок-музыкальных источниках имя Кэролайн Кун упоминается исключительно в связи с ранним творчеством The Stranglers, благодаря которым (как считается) она только и осталась в истории рок-музыки.
Своеобразная интерпретация текста песни — в частности, строк: «Всё равно что сосиске заниматься любовью с туннелем под Мёрси» (англ. Making love to a Mersey Tunnel with a sausage...), — приведена на сайте К. Кун:

В 1977 году New Musical Express утверждал, будто бы песня Stranglers London Lady была написана о Кэролайн Кун. В действительности песня являет собой женоненавистническую фантазию, текст которой — не более, чем симптом того, что медики называют «беспокойством по поводу малого размера пениса» — воплощает в себе сексизм и презрение к женщине, коими по сей день остаётся отравленной управляемая мужчинами музыкальная индустрия.Оригинальный текст (англ.)In 1977 the New Musical Express stated that the Strangler's song 'London Lady' was written about Caroline Coon. In fact, the song is a woman-hating fantasy with lyrics indicative of what clinicians call 'small penis anxiety' and evidence of the sexism and misogyny that contaminates the male dominated music industry to this day.

### Скандалы
В июне 2000 года Кун выиграла судебное разбирательство (и получила 73,000 фунтов компенсации) от издательства Random House, выпустившего книгу Джонатона Грина All Dressed Up: the Sixties and the Counter-Culture, в которой утверждалось, что в первые дни существования агентства Release Кун искала спонсоров для своего предприятия, оказывая сексуальные услуги клиентам. Книга была снята с продажи. К. Кун говорила, что подала в суд на издательство, возмущённая не столько клеветой, сколько женоненавистническим подтекстом. В интервью она говорила:

Мне сказали, что — хоть это и была неправда, но это была интересная неправда. Мне прочли лекцию о том, что если я и не проституировала для Release, то, возможно, должна была бы это сделать, ведь это был бы героический акт… Вот такое говорил мне человек, которого я бы назвала… «так ничего и не понявшим шестидесятником». — Из интервью Observer. Оригинальный текст (англ.)I was told that although it was an untrue story, it was an amusing untrue story. I was lectured that if I hadn't prostituted myself for Release, then maybe I should have done, because it would have been a heroic act.' She smiles wryly. 'This was the reaction I was getting from what I could call unreconstructed Sixties Man. 